# Grantia fistulata
Grantia fistulata är en svampdjursart som beskrevs av Carter 1886. Grantia fistulata ingår i släktet Grantia och familjen Grantiidae.
Artens utbredningsområde är havet kring Australien. Inga underarter finns listade i Catalogue of Life.